# Vine (software)
Vine è stata un'applicazione gratuita che permetteva agli utenti di creare video, chiamati appunto vines, e condividerli su numerosi servizi di social network, come Twitter o Facebook.

## Storia
Vine venne fondata da Dom Hofmann, Rus Yusupov e Colin Kroll nel giugno 2012. La compagnia venne poi acquistata da Twitter nell'ottobre 2012.
L'applicazione venne resa disponibile al pubblico il 24 gennaio 2013, in versione gratuita ai possessori di iPhone e iPod touch. Il 9 aprile 2013 divenne l'applicazione gratuita con più download dell'App Store.
Dal 2 giugno 2013 è disponibile gratuitamente anche per i dispositivi Android (con Android 4.0 o superiore).
In un paio di mesi, Vine divenne l'applicazione di video sharing più utilizzata sia del market Apple che di quello Google, sebbene avesse ancora pochi utenti.
Il 16 luglio 2013 è stata annunciata una versione per Windows Phone, pubblicato poi il 12 novembre 2013.
Il 27 ottobre 2016 viene annunciata la chiusura della piattaforma. Il 17 gennaio 2017 la piattaforma viene chiusa e l'app viene rinominata Vine Camera.

## Dettagli
L'applicazione permette agli utenti di creare un mini-video della durata massima di 6 secondi. All'inizio era possibile registrare il video solo mantenendo il dito premuto sullo schermo, ma il problema fu sistemato poco tempo dopo. Venne inoltre aumentato il tempo di registrazione, da 6 a 6,5 secondi (0,5 secondi vengono registrati dopo che la barra del progresso arriva alla fine) per migliorare la qualità della fine del video.

## Accoglienza ed utilizzo
La BBC ha definito i video di Vine come "ipnotizzanti", e ha notato come le agenzie pubblicitarie abbiano immediatamente capito il potenziale dell'applicazione.
L'applicazione è stata inoltre utilizzata come strumento di giornalismo: il 1º febbraio 2013 un giornalista turco ha usato l'applicazione per documentare la distruzione causata da un kamikaze fuori dall'ambasciata statunitense in Turchia, poiché aveva capito che 6 secondi erano sufficienti per dare tutte le informazioni necessarie.
L'applicazione è stata utilizzata dalla Columbia Records per promuovere il nuovo album dei Big Time Rush, 24/Seven, rivelando al pubblico i titoli delle tracce dell'album.
Meno di una settimana dopo il lancio, cominciarono a comparire dei filmati pornografici, poiché la pornografia non è vietata dalle linee guida di Twitter. Una clip sessualmente esplicita venne inserita nella sezione "Scelte dagli editor", che Twitter giustificò come "errore umano". Poiché la pornografia va contro i termini di servizio di Apple, il 5 febbraio 2013 Twitter alzò l'età limite per scaricare l'app da 12 a 17 anni, secondo le richieste di Apple.